# Alessandro Puccini
Alessandro Puccini (* 28. srpna 1968 Cascina, Itálie) je bývalý italský sportovní šermíř, který se specializoval na šerm fleretem.
Itálii reprezentoval v devadesátých letech. Na olympijských hrách startoval v roce 1992 v soutěži družstev a v roce 1996 v soutěži jednotlivců a družstev. V soutěži jednotlivců získal na olympijských hrách 1996 zlatou olympijskou medaili. V roce 1994 obsadil druhé místo na mistrovství světa v soutěži jednotlivců. S italským družstvem fleretistů vybojoval v roce 1990 a 1994 titul mistrů světa a v roce 1999 titul mistrů Evropy.